# Good Girl Gone Bad: Reloaded
Good Girl Gone Bad: Reloaded — переиздание третьего студийного альбома барбадосской певицы Рианны Good Girl Gone Bad. Оно было впервые выпущено в цифровом виде в отдельных странах 2 июня 2008 года, лейблами Def Jam Recordings и SRP Records. Переиздание было выпущено в честь первой годовщины с выхода альбома, и включает в себя три новые песни и DVD-материал, снятый за кулисами турне в поддержку альбома, «Good Girl Gone Bad». Над новым материалом певица работала с бывшими соратниками: Ne-Yo, Stargate и Трики Стюартом, а также привлекла к работе новых коллабораторов: Брайана Кеннеди, Марка Эндерта, Майка Элизондо, Марка «Спайка» Стента и Maroon 5.
Good Girl Gone Bad: Reloaded получило в целом положительные отзывы музыкальных критиков, которые высоко оценили звучание нового материала, однако некоторые сочли, что альбом не достоин переиздания всего лишь с тремя новыми песнями. Песни из переиздания заработали две номинации Грэмми на церемонии 2009 года: «Disturbia» была номинирована в номинации «Лучшая танцевальная запись», а «If I Never See Your Face Again» получила номинацию «Лучшее вокальное поп-сотрудничество».
После своего выхода, переиздание помогло Good Girl Gone Bad вновь войти в несколько национальных чартов. Reloaded разошёлся тиражом 63 000 копий за первую неделю и помог оригинальному альбому подняться до седьмого места в американском чарте Billboard 200. В некоторые чарты релиз вошёл отдельно от оригинального альбома. В поддержку Reloaded было выпущено три сингла, включая два чарттопера США — «Take a Bow» и «Disturbia», а также «If I Never See Your Face Again», записанный с Maroon 5. Для дальнейшего продвижения переиздания, Рианна исполнила его песни в нескольких телевизионных программах и церемониях награждения, включая FNMTV и MTV Video Music Awards 2008.

## Предпосылки
Рианна работала над своим третьим студийным альбомом Good Girl Gone Bad с конца 2006 года, и к концу февраля 2007 года альбом был почти завершён. Создавая альбом, певица сотрудничала с множеством авторов и продюсеров, включая Эвана Роджерса и Карла Стеркена, Ни-Йо, Джонатана Ротема, Шона Гаррета, Stargate, Тимбалэнда и will.i.am. После релиза, Good Girl Gone Bad добился мирового успеха. В частности он занял первое место в альбомном чарте Великобритании и второе место в американском Billboard 200. Альбом получил в целом положительные отзывы критиков. Лид-сингл альбома, «Umbrella», стал хитом и занял первое место в более чем пятнадцати национальных чартах, включая Billboard Hot 100, который он возглавлял семь недель подряд, и британский чарт, который он возглавлял десять недель подряд. Последующие три сингла также пользовались успехом, в частности четвёртый сингл «Don't Stop the Music» достиг топ-5 чартов США, Великобритании, Канады, и возглавил хит-парады Австралии и Европы.
В начале 2008 года Рианна рассказала о новой песне под названием «Take a Bow», которая впервые прозвучала в эфире радио-шоу KIIS-FM с Райаном Сикрестом 14 марта 2008 года. MTV News сообщили, что песня станет ведущим синглом с Good Girl Gone Bad: Reloaded, переиздания оригинального альбома, приуроченного к его первой годовщине. Рианна также объявила, что помимо «Take a Bow», переиздание будет содержать ещё двё песни, одна из которых — дуэт с американской поп-рок-группой Maroon 5, которые будут дополнять оригинальный трек-лист. Good Girl Gone Bad: Reloaded был впервые выпущен в цифровом виде 2 июня 2008 года в Австралии, Ирландии, Новой Зеландии, и Соединенном Королевстве. Альбом был выпущен в физическом формате 13 июня в Германии. 17 июня он был выпущен в Канаде, Соединенном Королевстве, и Соединенных Штатах. DVD-материал, снятый за кулисами турне Рианны «Good Girl Gone Bad», был включен в специальную версию, которая продавалась в США в течение ограниченного времени. Рианна организовала рекламную вечеринку для Good Girl Gone Bad: Reloaded в Нью-Йорке, в которой приняли участие несколько знаменитостей, в том числе Летоя Лакетт, Тейана Тейлор и Винтер Гордон.

## Новый материал
Для переиздания были записаны три песни: «Take a Bow», «Disturbia» и «Hatin' on the Club». По неизвестным причинам, последняя песня в релиз не вошла и была слита в сеть в январе 2009 года. Вместо неё, в переиздание был включен ремикс Рианны на песню группы Maroon 5 «If I Never See Your Face Again».
«Disturbia» — песня в быстром темпе, записанная в жанре электропоп. Песня была изначально написана для певца Криса Брауна, и должна была войти в переиздание его альбома Exclusive, однако певец отказался от песни, посчитав, что для неё больше подойдёт женский вокал. Тем не менее, Браун исполнил бэк-вокал в выпущенной Рианной песне. Песню спродюсировал Брайан Кеннеди Силс, а Макеба Риддик спродюсировал вокал Рианны. Дополнительный продакшн был сделан Джошем Хауккирком и Карлосом Ойанеделем. В интервью USA Today, Браун рассказал о том, почему он отдал «Disturbia» Рианне: «Весело быть креативным, и даже если у вас в голове есть концепция, о которой вы можете написать, вы можете написать её и передать её кому-то другому, потому что она может не подходить лично вам, но такова уж твоя идея».
«Take a Bow» — песня в умеренном темпе, записанная в жанре R&B. Текст песни повествует о незаинтересованности женщины в продолжении отношений с неверным ей мужчиной. Песня была написана Ни-Йо, Миккелем С. Эриксеном и Тором Эриком Хермансеном. Хермансен и Эриксен спродюсировали песню, при участии Ни-Йо. Вокал Рианны был записан Эриксеном.
«If I Never See Your Face Again» — песня американской группы Maroon 5 из их альбома It Won’t Be Soon Before Long. Песня была перезаписана с участием Рианны для переиздания их альбома, а также была включена в Good Girl Gone Bad: Reloaded. Это песня в жанрах поп-рок и R&B, записанная с использованием синтезаторов и гитар. Она была написана Адамом Левином и Джеймсом Валентайном, участниками Maroon 5. Она была спродюсирована Марком Эндертом, Майком Элизондо, Марком Стентом, Трики Стюартом и Maroon 5. Левин заявил в интервью MTV News, что попросил Рианну записать несколько «кусочков» в студии звукозаписи, и что всё произошло очень быстро. Левин заявил, что если между двумя артистами есть «волшебство», то «вам даже не о чем думать». В интервью MTV Total Request Live Рианна сказала, что она была очень взволнована сотрудничеством с группой, потому что она всегда любила их и их творчество.

## Отзывы и критика
Good Girl Gone Bad: Reloaded получил в целом положительные отзывы от музыкальных критиков, которые похвалили звучание и продюсирование нового материала. Однако, многие критики посчитали, что альбом не достоин переиздания всего лишь с тремя новыми песнями. Рецензент из National заявил, что «новые треки — это поп-музыка, которую вы хотите, и они являются свидетельством силы оригинальной записи и новой Рианны». Спенс Ди из IGN отметил, что «Disturbia» построена на «заразительном» хуке «бам-бам-би-дам-бам-бам…», который «засасывает вас в отстраненный электронный бит трека». Он сказал, что «Take a Bow» идеально подходит для «мрачных дней после расставания», и похвалил вокал Рианны в этой песне. По мнению Ди, «If I Never See Your Face Again» вдохновлена работами американского музыканта Принса и «присутствие Рианны [в песне] определённо придает ей приятный импульс».
Дж. Эдвард Кейс из eMusic дал альбому четыре звезды из пяти и написал, что «убер-футуристический продакшн, сопровождаемый вокалом Рианны в стиле робота-доминатрикса, — это главная причина, по которой эта запись так хороша. Good Girl Gone Bad: Reloaded — это модная электроника и сильнейшая пульсация, поп-музыка 25-го века в наше время». Ник Левайн из Digital Spy также дал альбому четыре из пяти звёзд, но скептически отнёсся к решению выпустить переиздание альбома, написав, что «не стоит покупать Good Girl Gone Bad дважды, просто чтобы услышать новые песни». Несмотря на это, он похвалил добавленные песни, особенно «If I Never See Your Face Again» — он назвал песню превосходной. Он заключил: «Если Reloaded побуждает нескольких нерешительных поклонников поп-музыки инвестировать в этот альбом, невероятно похожий на Thriller в стиле 2007/8, это довольно циничное переиздание должно быть снято с продажи».

### Награды и номинации
Среди других наград и достижений, песни переиздания заработали две номинации Грэмми на церемонии 2009 года: «Disturbia» была номинирована в номинации «Лучшая танцевальная запись», а «If I Never See Your Face Again» получил номинацию «Лучшее вокальное поп-сотрудничество».

## Коммерческий успех
После релиза, переиздание помогло оригинальному альбому вновь войти и подняться в нескольких национальных чартах. Good Girl Gone Bad: Reloaded был продан тиражом в 63 000 копий в первую неделю и помог оригинальному альбому подняться до седьмого места в чарте Billboard 200. Оно также помогло оригинальному альбому подняться на пятое место в чарте R&B/хип-хоп альбомов. Благодаря этому Good Girl Gone Bad вернулся в топ-10 впервые с момента своего дебюта в июне 2007 года. Пять песен из переиздания дебютировали в чарте Hot Digital Songs, наиболее успешно себя показала «Disturbia», которая дебютировала под номером шесть. На следующей неделе Good Girl Gone Bad опустился на девятое место с продажами в 40 000 копий. На третьей неделе альбом занял десятое место с продажами в 41 000 копий. К ноябрю 2012 года, Good Girl Gone Bad, в купе с переизданием, был продан тиражом в 2 800 000 копий только в США. Good Girl Gone Bad: Reloaded помогал оригинальному альбому вернуться и достичь шестого места в канадском альбомном чарте.
Переиздание вышло в Новой Зеландии и, отдельно от оригинала, достигло четвёртого места в чарте страны; оно было сертифицировано платиной Ассоциацией звукозаписывающей индустрии Новой Зеландии (RIANZ), с продажами более 15 000 копий. После выхода переиздания, оригинальный альбом вновь вошел в чарты некоторых других стран, включая Великобританию, где альбом расположился под номером 12; Данию — 15; Швейцарию — 32, и Австрию — 36. К июню 2012 года Good Girl Gone Bad,с учётом переиздания, был продан тиражом в 1 850 000 копий в Великобритании.
После выхода Good Girl Gone Bad: Reloaded, продажи оригинального альбома выросли на 930 % — больше, чем у любого другого не дебютного альбома в истории чарта Billboard 200. К июлю 2010 года было продано более 17 миллионов цифровых копий песен с этого альбома. «Disturbia» и «Take a Bow» были двумя самыми скачиваемыми песнями альбома. Прежде чем занять первое место в Billboard Hot 100, «Take a Bow» поднялся с 53-го места на вершину чарта с цифровыми продажами в 267 000 копий. Это один из самых больших скачков на первое место в чарте.

## Продвижение

### Синглы
«Take a Bow», лид-сингл из переиздания, достиг первой строчки в чарте Великобритании, Канады, Ирландии и США. Сингл совершил рекордный прыжок к первому месту в Канадском чарте за всю его историю, и 3-й рекордный скачок к вершине в американском Billboard Hot 100
«If I Never See Your Face Again», ремикс на оригинальную песню поп-рок-группы Maroon 5, стал вторым синглом из переиздания, а также 4-м и финальным синглом из переиздания альбома Maroon 5 It Won’t Be Soon Before Long. В США он достиг только 51-й строчки.
«Disturbia», стал третьим синглом из переиздания, впервые прозвучав на радио 17 июня 2008. Он дебютировал на № 18 в Billboard Hot 100 — для Рианны это был рекорд для дебюта на то время. Позднее, он достиг вершины и стал 4-м хитом № 1 с альбома в Billboard Hot 100, и пятым для певицы в целом.

### Выступления
Для дальнейшего продвижения Good Girl Gone Bad: Reloaded Рианна выступила на нескольких телевизионных программах и церемониях награждения. Она впервые исполнила «Take a Bow» на церемонии награждения MuchMusic Video Awards 2008 года, состоявшейся в Торонто, Канада, в штаб-квартире MuchMusic, 15 июня 2008 года. 20 июня Рианна появилась на серии концертов Today, проходивших в Рокфеллер-Плаза, Нью-Йорк. Она исполнила «Take a Bow», «Umbrella» и «Don’t Stop the Music». 27 июня она появилась на FNMTV вместе с Maroon 5. Она спела «Take a Bow» перед совместным выступлением с их песней «If I Never See Your Face Again». В июле 2008 года Рианна исполнила спанглиш-версию песни «Hate That I Love You» с Дэвидом Бисбалем в шестой серии испанского шоу талантов Operación Triunfo.
Рианна впервые исполнила «Disturbia» на церемонии MTV Video Music Awards 2008 года, состоявшейся 7 сентября 2008 года. Она исполнила песню в кожаном наряде «в готическом стиле». Вместе с танцевальными номерами она исполнила танец, вдохновлённый клипом Майкла Джексона «Thriller», в котором использовались светящиеся палочки и кожаный реквизит. 19 сентября 2008 года Рианна посетила Францию и исполнила «Disturbia» в Star Academy France. Рианна спела «Disturbia» на Суперкубке 2009 года, который проходил в Центре Пепси в Денвере, штат Колорадо. Исполнение песни включало элемент из песни White Stripes «Seven Nation Army» и сопровождалось пламенем, которое взметнулось по передней части сцены.
Новые песни были включены в сет-лист её концертного тура «Good Girl Gone Bad».

## Список композиций
| №                   | Название                                                      | Автор(ы)                                                                          | Продюсер(ы)                                                  | Длительность |
| ------------------- | ------------------------------------------------------------- | --------------------------------------------------------------------------------- | ------------------------------------------------------------ | ------------ |
| 1.                  | «Umbrella» (при участии Джея Зи)                              | Кристофер «Трики» Стюарт Териус «Dream» Нэш Таддис Харрел Шон Картер              | Стюарт Kuk Harrell [a]                                       | 4:35         |
| 2.                  | «Push Up on Me»                                               | Дж. Р. Ротэм Макеба Риддик Лайонель Ричи Синтия Уилл                              | Ротэм Риддик [a]                                             | 3:15         |
| 3.                  | «Don't Stop the Music»                                        | Тор Эрик Хермансен Миккель С. Эриксен Таванна Дэбни Майкл Джексон                 | Stargate                                                     | 4:27         |
| 4.                  | «Breakin' Dishes»                                             | Стюарт Нэш                                                                        | Стюарт Хэрэлл [a]                                            | 3:20         |
| 5.                  | «Shut Up and Drive»                                           | Эван Роджерс Карл Стёркен Стивен Моррис Питер Хук Бернард Самнер Джиллиан Гилберт | Роджерс Стёркен                                              | 3:33         |
| 6.                  | «Hate That I Love You» (при участии Ни-Йо)                    | Шэффер Смит Хермансен Эриксен                                                     | Stargate Ни-Йо [a]                                           | 3:39         |
| 7.                  | «Say It»                                                      | Риддик Куадир Аткинсон Эварт Браун Клифтон Диллан Слай Данбар Брайан Томпсон      | Neo da Matrix Риддик [a]                                     | 4:10         |
| 8.                  | «Sell Me Candy»                                               | Нэш Риддик Тимоти Мосли                                                           | Тимбаленд Риддик [a] Нэш [a]                                 | 2:45         |
| 9.                  | «Lemme Get That»                                              | Нэш Мосли Картер                                                                  | Тимбаленд Нэш [a]                                            | 3:41         |
| 10.                 | «Rehab»                                                       | Джастин Тимберлейк Мосли Хэннон Лейн                                              | Тимбаленд Лейн [b] Тимберлейк [a]                            | 4:54         |
| 11.                 | «Question Existing»                                           | Смит Ши Тейлор Картер                                                             | Taylor Ни-Йо [b] Риддик [a]                                  | 4:08         |
| 12.                 | «Good Girl Gone Bad»                                          | Смит Хермансен Эриксен Лин Мэрлин                                                 | Stargate Ни-Йо [a] Нэш [a]                                   | 3:35         |
| 13.                 | «Disturbia»                                                   | Брайан Силс Крис Браун Андрэ Мэрритт Роберт Аллен                                 | Брайан Кеннеди Риддик [a]                                    | 3:58         |
| 14.                 | «Take a Bow»                                                  | Смит Эриксен Хермансен                                                            | Stargate Ни-Йр [a]                                           | 3:49         |
| 15.                 | «If I Never See Your Face Again» (Maroon 5 при участии Рианы) | Адам Левин Джеймс Валентайн                                                       | Марк Эндерт Майк Элизондо Марк «Спайк» Стент Стюарт Maroon 5 | 3:18         |
| Общая длительность: | Общая длительность:                                           | Общая длительность:                                                               | Общая длительность:                                          | 57:03        |

| №                   | Название                                                               | Автор(ы)               | Продюсер(ы)         | Длительность |
| ------------------- | ---------------------------------------------------------------------- | ---------------------- | ------------------- | ------------ |
| 16.                 | «Hate That I Love You» (Кантонская версия) (при участии Хинса Чанга)   | Смит Хермансен Эриксен | Stargate Ни-Йо [a]  | 3:41         |
| 17.                 | «Hate That I Love You» (Мандаринская версия) (при участии Хинса Чанга) | Смит Хермансен Эриксен | Stargate Ни-Йо [a]  | 3:43         |
| Общая длительность: | Общая длительность:                                                    | Общая длительность:    | Общая длительность: | 64:24        |

| №                   | Название                                                             | Автор(ы)               | Продюсер(ы)         | Длительность |
| ------------------- | -------------------------------------------------------------------- | ---------------------- | ------------------- | ------------ |
| 16.                 | «Hate That I Love You» (Мандаринский микс) (при участии Хинса Чанга) | Смит Хермансен Eriksen | Stargate Ни-Йо [a]  | 3:43         |
| Общая длительность: | Общая длительность:                                                  | Общая длительность:    | Общая длительность: | 60:44        |

| №                   | Название            | Автор(ы)                  | Ремикс                           | Длительность |
| ------------------- | ------------------- | ------------------------- | -------------------------------- | ------------ |
| 16.                 | «Take a Bow»        | Smith Eriksen Hermansen   | Seamus Haji & Paul Emanuel Radio | 3:58         |
| 17.                 | «Take a Bow»        | Smith Eriksen Hermansen   | Groove Junkies MoHo Radio        | 3:51         |
| 18.                 | «Disturbia»         | Seals Brown Allen Merritt | Jody Den Broeder                 | 7:43         |
| Общая длительность: | Общая длительность: | Общая длительность:       | Общая длительность:              | 60:58        |

| №                   | Название                           | Длительность |
| ------------------- | ---------------------------------- | ------------ |
| 16.                 | «Take a Bow» (видеоклип)           | 3:49         |
| 17.                 | «Don't Stop the Music» (видеоклип) | 3:53         |
| Общая длительность: | Общая длительность:                | 64:45        |

| №                   | Название                                                       | Автор(ы)                | Продюсер(ы)                          | Длительность |
| ------------------- | -------------------------------------------------------------- | ----------------------- | ------------------------------------ | ------------ |
| 13.                 | «Cry»                                                          | Хермансен Эриксен Дэбни | Stargate                             | 3:55         |
| 14.                 | «Disturbia»                                                    | Силс Браун Аллен Мэритт | Кеннеди Риддик [a]                   | 3:58         |
| 15.                 | «Take a Bow»                                                   | Смит Эриксен Хермансен  | Stargate Ни-Йо [a]                   | 3:49         |
| 16.                 | «If I Never See Your Face Again» (Maroon 5 при участии Рианны) | Левин Валентайн         | Эндерт Элизондо Стент Старт Maroon 5 | 3:18         |
| Общая длительность: | Общая длительность:                                            | Общая длительность:     | Общая длительность:                  | 60:58        |

| №                   | Название                                                       | Автор(ы)                | Продюсер(ы)                           | Длительность |
| ------------------- | -------------------------------------------------------------- | ----------------------- | ------------------------------------- | ------------ |
| 14.                 | «Haunted»                                                      | Роджерс Стёркен         | Роджерс Стёркен                       | 4:09         |
| 15.                 | «Disturbia»                                                    | Силс Браун Аллен Мэритт | Кеннеди Риддик [a]                    | 3:58         |
| 16.                 | «Take a Bow»                                                   | Смит Эриксен Хермансен  | Stargate Ни-Йо [a]                    | 3:49         |
| 17.                 | «If I Never See Your Face Again» (Maroon 5 при участии Рианны) | Левин Валентайн         | Эндерт Элизондо Стент Стюарт Maroon 5 | 3:18         |
| Общая длительность: | Общая длительность:                                            | Общая длительность:     | Общая длительность:                   | 65:07        |

| №                   | Название                                                              | Автор(ы)                | Продюсер(ы)                           | Длительность |
| ------------------- | --------------------------------------------------------------------- | ----------------------- | ------------------------------------- | ------------ |
| 13.                 | «Hate That I Love You» (Спанглиш-версия) (при участии Дэвида Бисбаля) | Смит Хермансен Эриксен  | Stargate Ни-Йо [a]                    | 3:42         |
| 14.                 | «Disturbia»                                                           | Силс Браун Аллен Мэритт | Кеннеди Риддик [a]                    | 3:58         |
| 15.                 | «Take a Bow»                                                          | Смит Эриксен Хермансен  | Stargate Ни-Йо [a]                    | 3:49         |
| 16.                 | «If I Never See Your Face Again» (Maroon 5 при участии Рианны)        | Левин Валентайн         | Эндерт Элизондо Стент Стюарт Maroon 5 | 3:18         |
| Общая длительность: | Общая длительность:                                                   | Общая длительность:     | Общая длительность:                   | 60:42        |

| №  | Название                                | Длительность |
| -- | --------------------------------------- | ------------ |
| 1. | «Behind-The-Scenes Documentary Footage» | 24:46        |

| №   | Название                                   | Автор(ы)                                      | Ремикс                     | Длительность |
| --- | ------------------------------------------ | --------------------------------------------- | -------------------------- | ------------ |
| 1.  | «Umbrella» (при участии Джея Зи)           | Stewart Nash Harrell Carter                   | Seamus Haji & Paul Emanuel | 6:27         |
| 2.  | «Breakin' Dishes»                          | Stewart Nash                                  | Soul Seekerz               | 6:36         |
| 3.  | «Don't Stop the Music»                     | Hermansen Eriksen Dabney Jackson              | The Wideboys Club          | 6:04         |
| 4.  | «Question Existing»                        | Smith Taylor Carter                           | The Wideboys Club          | 6:37         |
| 5.  | «Hate That I Love You» (при участии Ни-Йо) | Smith Hermansen Eriksen                       | K-Klassic                  | 6:12         |
| 6.  | «Push Up on Me»                            | Rotem Riddick Richie Weil                     | Moto Blanco Club           | 7:41         |
| 7.  | «Good Girl Gone Bad»                       | Smith Hermansen Eriksen Marlin                | Soul Seekerz               | 6:37         |
| 8.  | «Haunted»                                  | Rogers Sturken                                | Steve Mac Classic          | 6:35         |
| 9.  | «Say It»                                   | Riddick Atkinson Brown Dillon Dunbar Thompson | Soul Seekerz               | 6:25         |
| 10. | «Cry»                                      | Hermansen Eriksen Dabney                      | Steve Mac Classic          | 5:48         |
| 11. | «S.O.S.»                                   | Rotem E. Kidd Bogart Ed Cobb                  | Digital Dog                | 7:23         |

Примечания
- ↑  обозначает вокального продюсера
- ↑  обозначает создателя ремикса и дополнительного продюсера
- ↑ DVD-материал был снят во время турне «Good Girl Gone Bad». Он включает в себя закулисные записи, а также живые выступления с «Breakin' Dishes», «Hate That I Love You», «Push Up On Me» и «Unfaithful» с этого же турне
- «Push Up on Me» содержит элементы из композиции «Running with the Night», написанной Lionel Richie и Cynthia Weil, в исполнении Richie.
- «Don’t Stop the Music» содержит элементы из «Wanna Be Startin' Somethin'», написанной и исполненной Майклом Джексоном.
- «Shut Up and Drive» содержит элементы из «Blue Monday», написанной и исполненной группой New Order (Stephen Morris, Peter Hook, Bernard Sumner and Gillian Gilbert).
- «Say It» содержит элементы из «Flex», написанной Ewart Brown, Clifton Dillon, Sly Dunbar and Brian Thompson, в исполнении Mad Cobra.

## Чарты и сертификации
| Чарт (2008)                        | Пиковая позиция |
| ---------------------------------- | --------------- |
| Austrian Albums Chart              | 36              |
| Belgian Albums Chart (Flanders)    | 62              |
| Belgian Albums Chart (Wallonia)    | 69              |
| Canadian Albums Chart              | 6               |
| Croatian International Album Chart | 5               |
| Danish Albums Chart                | 4               |
| Dutch Albums Chart                 | 38              |
| German Albums Chart                | 7               |
| Irish Albums Chart                 | 8               |
| New Zealand Albums Chart           | 4               |
| Swiss Albums Chart                 | 32              |
| UK Albums Chart                    | 12              |
| US Billboard 200                   | 7               |
| US R&B/Hip-Hop Albums              | 5               |

| Чарт (2008)              | Позиция |
| ------------------------ | ------- |
| New Zealand Albums Chart | 22      |
| Swedish Albums Chart     | 85      |

| Регион                                                      | Сертификация | Продажи |
| ----------------------------------------------------------- | ------------ | ------- |
| Новая Зеландия (RMNZ)                                       | Платиновый   | 15 000^ |
| Швеция (GLF)                                                | Золотой      | 20 000^ |
| ^ Данные о тиражах приведены только на основе сертификации. |              |         |

## История релиза
| Страна         | Дата              | Формат            | Лейбл     |
| -------------- | ----------------- | ----------------- | --------- |
| Австралия      | 2 июня 2008 года  | Цифровая загрузка | Def Jam   |
| Ирландия       | 2 июня 2008 года  | Цифровая загрузка | Def Jam   |
| Новая Зеландия | 2 июня 2008 года  | Цифровая загрузка | Def Jam   |
| Великобритания | 2 июня 2008 года  | Цифровая загрузка | Def Jam   |
| Германия       | 13 июня 2008 года | CD                | Universal |
| Канада         | 17 июня 2008 года | CD                | Universal |
| Великобритания | 17 июня 2008 года | CD                | Mercury   |
| США            | 17 июня 2008 года | CD, CD/DVD, LP    | Def Jam   |